# Operación Cabezas

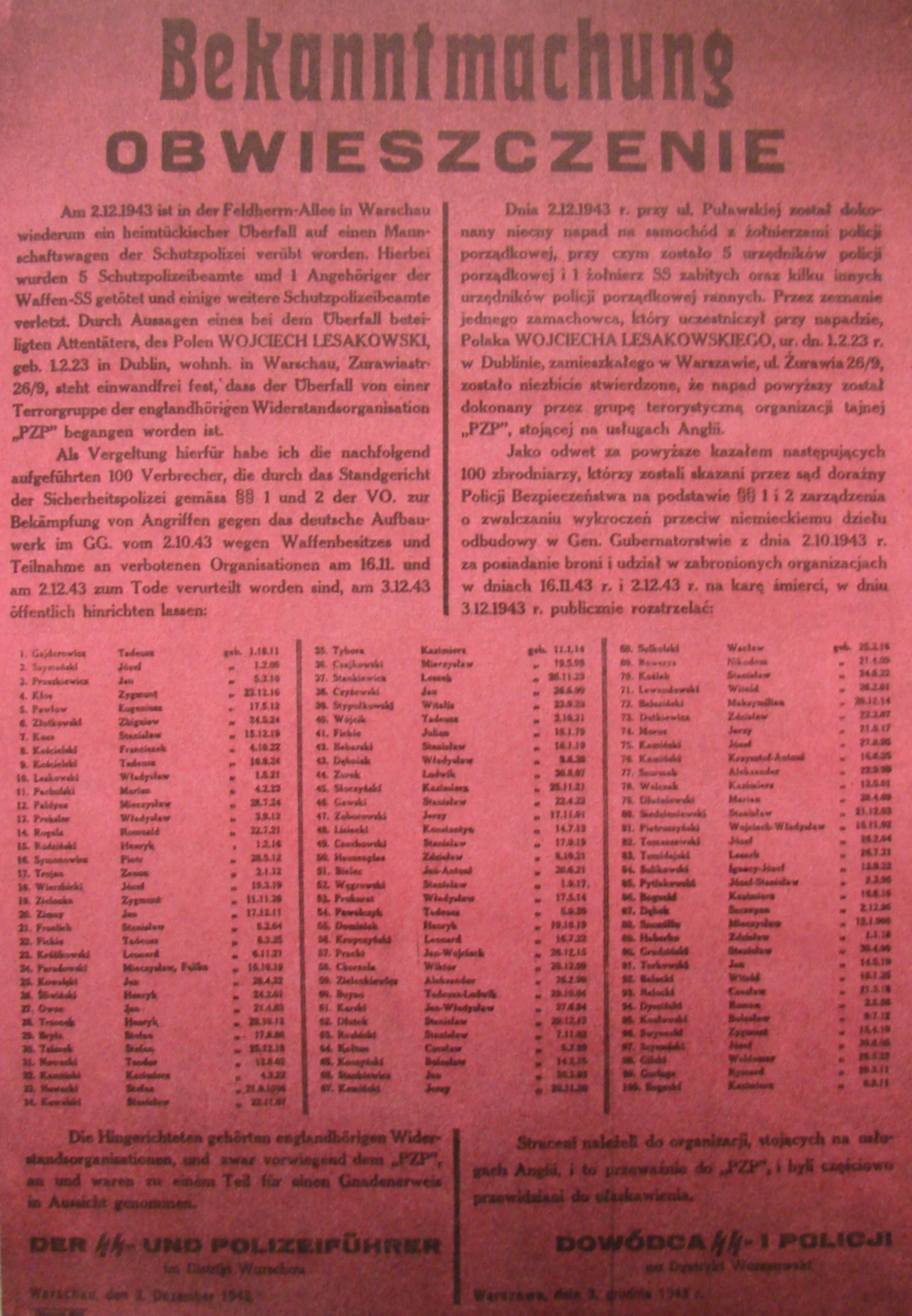
Bando que anuncia la ejecución de cien presos polacos en represalia por los ataques de Armia Krajowa, definido "grupo terrorista al servicio del Gobierno Inglés" por parte de las autoridades nazis

La Operación Cabezas (en polaco: Operacja Główki) fue el nombre en clave de una serie de ejecuciones por parte de la Resistencia polaca contra oficiales de la Alemania Nazi durante la II Guerra Mundial. Antes de ser llevada a cabo la acción, los objetivos fueron sentenciados a muerte por la Corte Especial del Estado Secreto Polaco bajo los cargos de haber cometido crímenes contra la población civil en la Polonia ocupada.
El nombre de la operación es una mención sarcástica del símbolo del Totenkopf ("calavera"), también conocido como la "Cabeza de la Muerte" utilizado tanto por las SS como por los lugartenientes alemanes.

## Trasfondo
La operación se llevó a cabo como respuesta ante los actos de las autoridades germanas. En las calles polacas, al igual que la población judía, los gentiles también sufrieron la Łapanka, política en la que los nazis cercaban áreas al azar y mataban a los civiles que pillaban de por medio de manera indiscriminada. Solo en Varsovia, entre los años 1942 al 1944 se produjeron cuatrocientas víctimas por día mediante esta acción.
Decenas de millares de estas víctimas fallecieron en ejecuciones masivas, entre las que se incluyen 37.000 en la prisión de Pawiak, complejo regido por la Gestapo. Otros tantos murieron en las ruinas del gueto de Varsovia. Las autoridades nazis organizaban ejecuciones en público, y a diario se publicaban boletines con un listado de los ciudadanos que iban a ser ejecutados.
Estos actos fueron considerados por el Estado Secreto Polaco de terrorismo e hicieron otra lista de líderes nazis que debían ser eliminados por "crímenes contra la población civil no-combatiente".

## Objetivo
Los objetivos principales fueron funcionarios de la administración ocupante, la policía, SS, SA, agentes de los campos de concentración y miembros de la Gestapo, los cuales fueron condenados a muerte por crímenes contra la ciudadanía polaca.
En 1943, Armia Krajowa mató a 361 gendarmes y en 1944, 584. En la capital eran ejecutados diez alemanes a diario. Entre agosto y diciembre de 1942 se produjeron 87 ataques contra la administración alemana y miembros del Gobierno General. En 1943 la cifra de atentados fue increscendo de manera significativa con un total de 514 en el primer cuatrimestre del año.

## Campaña de 1943-44
| Nombre             | Cargo                                                            | Fecha de ejecución      | Observaciones |
| ------------------ | ---------------------------------------------------------------- | ----------------------- | --- |
| Anton Hergel       | Comisionario del Gobierno General Gestor de los medios de prensa | -                       | Herido en dos acciones de la Resistencia polaca en 1943 |
| Franz Bürkl        | Oberscharführer Oficial de la Gestapo                            | 7 de septiembre de 1943 | Comandante de Pawiak, Varsovia Fallecido en Operación Bürkl |
| August Kretschmann | Hauptscharführer                                                 | 7 de septiembre de 1943 | Comandante del Campo de Prisioneros de Gęsiówka, Varsovia |
| Stephan Klein      | Scharführer                                                      | 1943                    | Funcionario de Pawiak Batallón Paraguas (Kedyw) (AK) |
| Herbert Schultz    | Obersturmführer                                                  | 6 de junio de 1943      | Operación Schultz |
| Ewald Lange        | Rottenführer Miembro de la Gestapo                               | 22 de mayo de 1943      | Operación Lange Batallón Zośka (Kedyw) |
| Franz Kutschera    | Brigadeführer Generalmajor                                       | 1 de febrero de 1944    | SS- und Polizeiführer Operación Kutschera (AK) |
| Ernest Weffles     | Sturmmann                                                        | 1 de octubre de 1943    | Funcionario de Pawiak Acusado de ejecuciones y torturas contra las mujeres de la prisión |
| Ludwig Fischer     | Gobernador de Varsovia                                           | -                       | En 1944 sobrevivió a un tiroteo Fue condenado a la horca por el Tribunal Supremo Nacional Falleció en 1947                                                                                     |
| Albrecht Eitner    | Inteligencia Militar                                             | 1 de febrero de 1944    | Agente secreto del Abwehr Ejecutado por AK |
| Willi Lübbert      | Funcionario de la Oficina de Desempleo                           | 1 de febrero de 1944    | Acusado de organizar las Łapankas para el posterior traslado de prisioneros a campos de concentración                                                                                          |
| Wilhelm Koppe      | Polizeiführer Obergruppenführer                                  | -                       | Herido el 11 de julio de 1944 en Cracovia Falleció en 1975 En 1965 fue acusado en Bonn, RFA del exterminio de 145 mil personas, pero se anuló el juicio dos años después por motivos de salud. |
| Ernst Dürrfeld     | Funcionario de Servicios Públicos                                | -                       | Sobrevivió a un tiroteo el 12 de 1944 Falleció en 1945 en Tubinga, Alemania |
| Mykhaylo Pohotovko | Colaborador del Ukrayinski Komitet                               | 31 de marzo de 1944     | Acusado de colaboracionismo |
| Walter Stamm       | Sturmbannführer Director del Departamento IV de la Gestapo       | -                       | Fue director de la Sicherheitsdienst en Varsovia El 5 de mayo de 1944 sobrevivió a una operación de la Resistencia. Falleció en Berlín en 1970.                                                |
| Eugen Bollodino    | Funcionario de la Oficina de Desempleo                           | 1944                    | Acusado de organizar Łapankas |
| Karl Freudenthal   | Kreishauptmann del powiat de Garwolin                            | 5 de julio de 1944      | Acusado del asesinato y deportación de la población judía del gueto a campos de exterminio |
| Willy Leitgeber    | Oficial de la Kriminalpolizei                                    | ?                       | Llevó a cabo acciones contra el Estado Secreto Polaco Falleció en un segundo atentado. Fue herido en un primero                                                                                |